# بلميس
بلميس قرية سورية تتبع ناحية مركز جسر الشغور في منطقة جسر الشغور في محافظة إدلب. بلغ عدد سكانها 1346 نسمة في عام 2004 حسب إحصاء المكتب المركزي للإحصاء.